# Automolis unicolor
Automolis unicolor är en fjärilsart som beskrevs av Charles Oberthür 1880. Automolis unicolor ingår i släktet Automolis och familjen björnspinnare. Inga underarter finns listade i Catalogue of Life.